# Christopher R. Kaldor
 Christopher R. Kaldor  (* 19. Februar 1955 in Annapolis, Maryland; † 11. Juni 2007 in Lebanon, New Hampshire) war ein US-amerikanischer Schauspieler.

## Leben
Kaldor begann seine Schauspieltätigkeit mit einer Rolle in Lip Service im Jahr 1988. Es folgten Auftritte in verschiedenen Fernsehserien und -filmen. Sein letzter Film war Redbelt, der erst nach seinem Tod Premiere feierte.

## Filmografie (Auswahl)
- 1988: Lip Service
- 1988: Things Change – Mehr Glück als Verstand (Things Change)
- 1991: Homicide – Mordkommission (Homicide)
- 1997: Die unsichtbare Falle (The Spanish Prisoner)
- 2000: State and Main
- 2001: Heist – Der letzte Coup (Heist)
- 2004: Spartan
- 2006: The Unit – Eine Frage der Ehre (The Unit, Fernsehserie)
- 2008: Redbelt